# Гольф на літніх Олімпійських іграх 2016
Змагання з гольфу на літніх Олімпійських іграх 2016 пройшли з 11 серпня по 20 серпня.
9 жовтня 2009 року було прийнято рішення про включення гольфу до змагань літніх Олімпійських іграх. Вони пройдуть на Олімпіаді 2016 та 2020 років. Востаннє змагання з гольфу на Олімпіаді пройшли аж у 1904 році.
Змагання тривали 4 дні, як у чоловіків з 11 по 14 серпня, так і в жінок з 17 по 20 серпня.

## Медалі

### Загальний залік
| Місце  | Країна          | Золото | Срібло | Бронза | Загалом |
| ------ | --------------- | ------ | ------ | ------ | ------- |
| 1      | Велика Британія | 1      | 0      | 0      | 1       |
| 1      | Південна Корея  | 1      | 0      | 0      | 1       |
| 3      | Швеція          | 0      | 1      | 0      | 1       |
| 3      | Нова Зеландія   | 0      | 1      | 0      | 1       |
| 5      | США             | 0      | 0      | 1      | 1       |
| 1      | КНР             | 0      | 0      | 1      | 1       |
| Всього | Всього          | 2      | 2      | 2      | 2       |

### Медалісти
| Дисципліна        | Золото             | Срібло               | Бронза             |
| ----------------- | ------------------ | -------------------- | ------------------ |
| Чоловіки чоловіки | Джастін Роуз (GBR) | Генрік Стенсон (SWE) | Метт Кучар (USA)   |
| Жінки жінки       | Пак Ін Бі (KOR)    | Лідія Ко (NZL)       | Фен Шаньшань (CHN) |